# Provincia de Haut-Ogooué
Haut-Ogooué (en español: Alto Ogooué) es una de las nueve provincias de Gabón. Ocupa un área de 36.547 km². La capital de la provincia es Franceville.
En 2013 tenía 250 799 habitantes.
Es una provincia muy rica en menas, albergando grandes cantidades de oro, manganeso y uranio. En la provincia se ubica el reactor nuclear natural de Oklo.

## Límites
Se ubica en el este del país y tiene los siguientes límites:
| Noroeste: Provincia de Ogooué-Lolo   | Norte: Provincia de Ogooué-Ivindo  | Noreste: Cuvette-Oeste, República del Congo |
| Oeste: Provincia de Ogooué-Lolo      |                                    | Este: Cuvette-Oeste, República del Congo    |
| Suroeste: Niari, República del Congo | Sur: Lékoumou, República del Congo | Sureste: Plateaux, República del Congo      |

## Subdivisiones
Haut-Ogooué se divide en once departamentos:
| Departamento   | Chef-lieu   | Población (2013) |
| -------------- | ----------- | ---------------- |
| Mpassa         | Franceville | 129 694          |
| Lébombi-Léyou  | Mouanda     | 64 569           |
| Sébé-Brikolo   | Okondja     | 16 443           |
| Lékoko         | Bakoumba    | 4920             |
| Ogooué-Létili  | Boumango    | 2791             |
| Djouori-Agnili | Bongoville  | 4210             |
| Lékoni-Lékori  | Akiéni      | 10 028           |
| Plateaux       | Leconi      | 9054             |
| Djoué          | Onga        | 2178             |
| Lékabi-Léwolo  | Ngouoni     | 4914             |
| Bayi-Brikolo   | Aboumi      | 1998             |